# جواو فرناندس
جواو فرناندس (بالبرتغالية: João Fernandes‏) هو مجدف برتغالي، ولد في 21 يونيو 1976.

## وصلات خارجية
- جواو فرناندس على موقع الاتحاد الدولي للتجديف (الإنجليزية)
- جواو فرناندس على موقع اللجنة الأولمبية الدولية (الإنجليزية)
- جواو فرناندس على موقع أوليمبيديا (الإنجليزية)